# آسمان همیشه ابری نیست
آسمان همیشه ابری نیست یک مجموعه تلویزیونی محصول سال ۱۳۸۹ به کارگردانی سعید عالم‌زاده، نویسندگی احمد خداکریم و تهیه‌کنندگی امیرهوشنگ پوررحمانی است و از شبکه یک پخش شد.

## بازیگران
به ترتيب حروف الفبا
- سپند امیرسلیمانی در نقش اسماعیل / اسی ( دوست نیما )
- لیلا بلوکات  در نقش سهیلا مروت ( دوست صمیمی نسرین ، خواهر سودابه )
- تیما پوررحمانی در نقش مهتاب سهرابی ( دختر فریبا و رحیم ، خواهر محسن و حسام )
- حدیثه تهرانی  در نقش صبا پویا ( دختر پرویز ، خواهر سحر )
- سمیرا حسینی  در نقش نسرین پاکدل ( دختر نرگس و مسعود ، خواهر نیما ، دوست صمیمی سهیلا )
- کاوه خداشناس  در نقش حسام سهرابی ( پسر فریبا و رحیم ، عاشق سحر
- افسانه خشتی در نقش مادر مرجان
- شیوا خنیاگر  در نقش عاطفه ( همسر پرویز )
- جعفر دهقان  در نقش مسعود پاکدل ( همسر نرگس و مریم ، پدر نسرین و نیما )
- مهران رجبی  در نقش رحیم سهرابی ( همسر فریبا ، پدر مهتاب و محسن و حسام )
- امیرحسین رستمی در نقش آقای رستمی
- آزاده ریاضی در نقش المیرا
- مختار سائقی در نقش آقای مروت ( پدر سهیلا و سودابه )
- مریم سرمدی  در نقش نرگس ( همسر مسعود ، مادر نسرین و نیما
- مهرداد صحیحی  در نقش سعید سهرابی پسر فریبا و رحیم ، برادر مهتاب و محسن و حسام
- سپهر عالم‌زاده در نقش محسن سهرابی ( پسر فریبا و رحیم )
- شمسی فضل‌الهی در نقش خانم بزرگ ( مادر مریم )
- آتنه فقیه‌نصیری در نقش مریم ( همسر مسعود )
- سیامک قاسمی در نقش پدر مرجان
- فریبا نادری  در نقش سحر پویا ( دختر پرویز ، عاشق حسام ، خواهر صبا )
- ماریه ماشااللهی در نقش مرجان کوشکی ( دوست صبا و نسرین و مهتاب و سهیلا )
- شبنم معززی در نقش سودابه ( خواهر سهیلا )
- ناصر ممدوح  در نقش پرویز پویا ( همسر عاطفه ، پدر صبا و سحر
- طوفان مهردادیان در نقش دوست مسعود
- فلور نظری  در نقش فریبا ( همسر رحیم ، مادر محسن و مهتاب و حسام )
- افسانه ناصری در نقش خانم خلوصی
- مینا نوروزی در نقش فانیان مدیر دبیرستان
- حامد وحید در نقش نیما پاکدل ( پسر نرگس و مسعود ، برادر نسرین )

## عوامل
- محسن یگانه (خواننده تیتراژ با آهنگسازی محمد محمدعلی)